# かってにシロクマ
『かってにシロクマ』は、相原コージの動物生態ギャグ漫画。漫画アクションにて1986年から1989年にかけて連載された。単行本は双葉社からA5版で全6巻、文庫で全3巻、傑作選としてまとめた『よりぬきかってにシロクマ』が刊行されている。OVA、ゲーム化もされた。

## 概要
主人公「シロ」は、白い体毛を持つ間の抜けた仔熊。厳しくも優しい母熊の下、双子の弟「大ちゃん」、そしてある理由から共に暮らす事になったイノシシの子「ウリ坊」と共に、自然の中で日常を過ごしてゆくギャグ漫画だが、弱肉強食の摂理、子別れといったシリアスなテーマも盛り込まれている。舞台は日本の北海道と見られるが、人間や人工物の痕跡は一切出てこない。
物語の完結後、単行本最終巻にて続編を伺わせる中途半端な加筆が行われた。その後に発表された、相原と竹熊健太郎共著のギャグ漫画『サルでも描けるまんが教室』の中で、『新・かってにシロクマ』として続きの1ページのみ描かれている。
また、同作者の真・異種格闘大戦で、成長したシロ達がゲスト出演している。

## 主要な動物
声優はOVA版のもの。

### エゾヒグマ
シロ
声 - なぎら健壱
本作の主人公で、アルビノのエゾヒグマ（目の色は赤くない）。間の抜けた性格だが、仔熊らしく好奇心は旺盛。普段は「ぴゃっぴゃ」としか話さないが、問題なく会話は成立しているらしい。最終回の一部分のみ、はっきりとした言葉で喋った。
判断能力や痛覚が鈍く、反応までに数秒を要する。
普段はおっちょこちょいで間の抜けた所があるものの、やると決めた事はとことんやり抜く、誰かを助けるためには危険な行為も厭わないなど、ここぞという時の勇気や優しさも持ち合わせている。
初期の好きな遊び道具は魚の腸を吹くことだったが、食事の魚の腹を押して無理やり排便させて生き恥をかかせたり、花びらを鼻息でどれだけ長く浮かせられるかウリ坊と競ったり、木の蔓の輪に頭を通してぶら下がろうとするなど、劇中様々な遊びを楽しんでいる。そのためオジギ草やハエトリグサなども知っていた。
氷の張った水たまりを見つけるのを好むが、生まれて初めて氷を踏み割ろうとしたその瞬間に、横から入ってきたウリ坊によって目の前で氷を踏み割られてしまう。
極度の混乱状態に陥ると擬態（2本足で立ち、両前足で木の枝を持ち、腹には「わたしは木」と書く、体を丸めて背中に「わたしは石」と書くなど。一度だけハチの巣を頭に乗せて「わたしはキノコ」と腹に書いたこともあった）を行う。
最終回には全て知った上で両親の想いを尊重し、事実を自分の胸の内だけに秘める事を決意。
大ちゃん
声 - 水島裕
普通のエゾヒグマ。シロの双子の弟だが末っ子気質の甘ったれ。素直で賢い典型的な優等生タイプ。
一度に三匹の魚を獲る、大きいザリガニを捕まえるなど狩りも上手く優秀だが、その反面臆病で要領が悪い一面もある。その臆病さが原因で事あるごとに気絶する。
猿酒を飲んで酔っ払うと普段控え目な性格が豹変し、自身の父親を連想させる態度と口調になる。当初は自身が酔っ払った時の行動に対してひどく赤面していた。
最終回では、シロの言葉やウリ坊の変化から自分達は既に大人になったのだと悟る。
お母さん
声 - 小原乃梨子
シロと大ちゃんの母。鼻息が荒い。寝ている間に地面に二つの窪みができるほど。
シロのイタズラと悪ふざけギャグには突っ込みと共に鉄拳制裁を下す。狩り以外での戦闘シーンが多い。
シロ達に大自然で生きるためのルールを教える事もあるが、奔放な子供達に対して手を焼きがちである。
山編では自分を驚かせようと黙って山へ旅立った三匹を心配し、一時期寂しさからたぬたぬをわが子代わりのようにもてなした。
最終回では子供達のためにとある決意を固めることとなる。
お父さん
常に旅をしていて神出鬼没。シロ達が物心も付かない内に家から離れていた為顔も覚えられていなかった。数年ぶりに突然現れ暫くシロ達と暮らすが、またすぐに旅立った。
野性に忠実であり、蜂の巣を取る際には他の動物を利用する、足場を使い自分の背丈よりも遥かに高い位置に縄張りの印を作る、獲物は盗むか雌に取らせる、など悪知恵が働く。
どんな事をしても生き残るというスタンスは、幼少期の過酷な出生に由来している。
好色な面があり、旅先で事あるごとにあの手この手で雌グマを騙くらかして交尾を行っている。一度交尾中の様子をお母さんに目撃されており、お母さんの怒りを買った。
上記のようにお世辞にも立派なクマとは言えないものの、シロや大ちゃんに自分なりの教えを説いたり子供達のためにお母さんに決意を固めさせるなど、父親として自分なりの働きを見せる事もある。

### ニホンイノシシ
ウリ坊
声 - 荘真由美
みなしごのニホンイノシシ。落雷により家族を失い、お母さんが拾う形でシロ達と暮らすようになった。
名前の「ウリ坊」はイノシシの子供の総称であり、お母さんが初見の際にこう呼んだことから名前として定着している。
つまらない理由で度々シロと喧嘩を始めるが、共に好奇心が強く、性格面でも通じるところがあるせいかシロとは良くも悪くもいいコンビである。シロと同様「うり」を重ねる形で会話するが、問題なく会話が成立しているらしい。
最終回に大人への成長の予兆として縞模様が消えた。

### ニホンヤマネ
ちょしちゃん
雌のヤマネ。ちょっちょっ等の効果音が多く歩く音はちょしちょし。また、ちょっ！ちょー等しか喋らない。
シロが一目惚れし、紆余曲折の末晴れて恋人同士となるが、自分の息子の恋人だとは思いもしなかったシロの母に運悪くエサとして食べられてしまった。

### エゾモモンガ
モモちゃん
博学なモモンガであり、ちょしちゃんの親友。動物語のバイリンガルと自称しており度々シロとちょしちゃんの通訳をした。
友達想いな性格で、親友のちょしちゃんのためにシロやウリ坊と接触し様々な手回しを行った。
シロ達が山に登った時は共に同行し、彼らのまとめ役を請け負う。

### エゾタヌキ
たぬたぬ
エゾタヌキ。シロ達の存ぜぬ所でなにかと不幸な目に逢う。シロ同様言葉を話さず「たぬたぬ」としか喋らない。
一度お母さんに子供代わりにされるもののシロ達が帰ってきた途端ぞんざいに扱われてしまう。

## 書誌情報
単行本『かってにシロクマ』 (アクションコミックス) 全6巻
1. 1987年3月1日発売、ISBN 4-575-93003-2
2. 1987年9月1日発売、ISBN 4-575-93096-2
3. 1987年12月1日発売、ISBN 4-575-93107-1
4. 1988年4月1日発売、ISBN 4-575-93118-7
5. 1988年11月24日発売、ISBN 4-575-93137-3
6. 1989年3月1日発売、ISBN 4-575-93159-4

傑作選『よりぬきかってにシロクマ』全1巻
- 1989年7月1日発売、ISBN 4-575-28067-4

文庫本『かってにシロクマ』 (双葉文庫―名作シリーズ) 全3巻
1. 1996年7月1日発売、ISBN 4-575-72052-6
2. 1996年7月1日発売、ISBN 4-575-72053-4
3. 1996年7月1日発売、ISBN 4-575-72054-2

廉価版『かってにシロクマ』 (アクションコミックス) 全2巻
- 上 2015年1月19日発売、ISBN 978-4-575-99713-2
- 下 2015年1月19日発売、ISBN 978-4-575-99714-9

『かってにシロクマ SPECIAL EDITION』 (アクションコミックス) 全3巻
1. 2018年12月12日発売、ISBN 978-4-575-94541-6
2. 2018年12月28日発売、ISBN 978-4-575-94542-3
3. 2019年1月12日発売、ISBN 978-4-575-94543-0

## OVA
1987年12月発売。作者の相原コージ自身が脚本と絵コンテを担当したアニメオリジナルストーリー。30分。主題歌はシロ役を演じた、なぎら健壱。

### あらすじ
山でいつもの様に暮らすシロの親子達。ひょんな事から川に流されて人里へ辿り着く。しかし、街は何故か荒廃しており、シロ達は街の散策を始めた。見たことのない道具や建物を見て、シロ達は持ち前の好奇心で色々いじってみる。

### スタッフ
- 監督 - 笹川ひろし
- 原作・脚本・絵コンテ[8] - 相原コージ
- キャラクターデザイン・作画監督 - 二宮常雄
- 美術監督 - 小林七郎
- 音楽 - クニ河内
- 音響効果：アニメサウンドプロダクション
- アニメーション制作：AIC
- 制作 - アートミック、AIC
- 発売 - SVI（ソニー・ミュージックエンタテインメント）

### 主題歌
エンディング主題歌
- 「寂しい夜の子守歌」

作詞・作曲・歌 - なぎら健壱 / 編曲 - クニ河内

### 声の出演
- シロ：なぎら健壱
- 大ちゃん：水島裕
- お母さん：小原乃梨子
- ウリ坊：荘真由美

## ゲーム
- かってにシロクマ もりをすくえのまき

シロが神から森を救う勇者として選ばれ、森の魔王を倒す為の旅に出るストーリー。
シロを主人公として、ウリ坊、ちょしちゃんが仲間の三匹パーティーになっている他、主要キャラクター達も登場する。
原作にあったネタやシーンが挟まれているが、人型のオリジナルキャラや神がいる、人工物がある、明らかに日本ではない動物がいる、食べられた後のウンコからウンコになった元の生き物を生き返らせる事ができる、等原作とは違う部分も見られる。
- 発売：CBSソニーグループ
- 1989年12月15日発売。アドベンチャーゲーム。ファミリーコンピュータ用。